# Підводні човни типу «Джеймс Медісон»
| Підводні човни типу «Джеймс Медісон» | Підводні човни типу «Джеймс Медісон»                                                                     | Підводні човни типу «Джеймс Медісон»                                                                     |
| ------------------------------------ | --- | --- |
|                                      | | |
|                                      | | |
|                                      | | |
| Під прапором                         | США | США |
| Спуск на воду                        | 1962-1964 рр (10 човнів)                                                                                 | 1962-1964 рр (10 човнів)                                                                                 |
| Виведений зі складу флоту            | 1964—1995 рр                                                                                             | 1964—1995 рр                                                                                             |
| Проєкт                               | | |
| Тип ПЧ                               | Підводні човни атомні з ракетами балістичними                                                            | Підводні човни атомні з ракетами балістичними                                                            |
| Розробник проєкту                    | Electric Boat Division                                                                                   | Electric Boat Division                                                                                   |
| Класифікація НАТО                    | SSBN «James Madison»                                                                                     | SSBN «James Madison»                                                                                     |
| Основні характеристики               | | |
| Швидкість (надводна)                 | 16-20 вузлів (29-35 км/год)                                                                              | 16-20 вузлів (29-35 км/год)                                                                              |
| Швидкість (підводна)                 | 22-25 вузлів (39-43 км/год)                                                                              | 22-25 вузлів (39-43 км/год)                                                                              |
| Робоча глибина занурення             | 300 м | 300 м |
| Гранична глибина занурення           | 500 м | 500 м |
| Автономність плавання                | біля 80 діб                                                                                              | біля 80 діб                                                                                              |
| Екіпаж                               | 120 осіб (13 офіцерів, 107 матросів)                                                                     | 120 осіб (13 офіцерів, 107 матросів)                                                                     |
| Розміри                              | | |
| Довжина найбільша (по КВЛ)           | 129,5 м                                                                                                  | 129,5 м                                                                                                  |
| Ширина корпусу найб.                 | 10,1 м                                                                                                   | 10,1 м                                                                                                   |
| Середня осадка (по КВЛ)              | 9,6 м | 9,6 м |
| Водотоннажність надводна             | 7 250 т                                                                                                  | 7 250 т                                                                                                  |
| Озброєння                            | | |
| Торпедно- мінне озброєння            | Носові: 4 ТА калібру 533-мм (торпед)                                                                     | Носові: 4 ТА калібру 533-мм (торпед)                                                                     |
| Ракетне озброєння                    | 16 ПУ для ракет Поларіс А3, пізніше Посейдон С3, на 6 човнах були встановлені ПУ для ракет Трайдент 1-С4 | 16 ПУ для ракет Поларіс А3, пізніше Посейдон С3, на 6 човнах були встановлені ПУ для ракет Трайдент 1-С4 |

Підводні човни типу «Джеймс Медісон» — тип атомних підводних човнів з балістичними ракетами США другого покоління. Побудовано і передано флоту 10 човнів цього проєкту.

## Історія
Друга серія ПЧАРБ типа «Лафаєт». За американськими джерелами виділення цього проєкту в окремий тип відбулося в 1980-х роках після модернізації човнів цієї другої серії. А в СРСР і країнах Західної Європи завжди відносили ці човни до типу «Лафайет». Конструктивно і на вигляд човни типу «Джеймс Медісон» майже не відрізнялися від своїх попередників — ПЧАРБ «Лафайет». Були тільки розроблені ряд заходів з метою зниження рівня власних шумів і частина устаткування була уніфікована з устаткуванням більш сучасних на той час ПЧА типу «Трешер». Система управління стрільбою ракет і навігаційна система були модернізовані у зв'язку з установленням ракет з більшою дальністю. Була модернізована система запуску, в якій замість рідинного захисту стартової шахти був застосований захист поліуретановою піною. Будівництво 10 човнів типу «Джеймс Медісон» було схвалене 19 липня 1961 року президентом Дж. Кеннеді. Побудова велася в 1962—1964 роках на чотирьох заводах — Electric Boat, Newport News, Mare Island Naval Shipyard і Portsmouth NSY. Разом отримали ВМС США на озброєння 41 ПЧАРБ в 1960-64 роках, усіх типів — «Джордж Вашингтон», «Етен Аллен», «Лафайет» і «Бенджамін Франклін». Всі вони були названі на честь видатних діячів американської історії.

## Конструкція
Традиційна для ПЧА США — півторакорпусна, міцний корпус розділений на 6 водонепроникних відсіків. В носі човна розміщені торпедні апарати, позаду рубки ракетні шахти, потім розмішений ядерний реактор, турбіни і турбогенератори. Човни з одним гребним гвинтом. Є три цистерни головного баласту, в носовій частині, зверху центральної частини човна і в кормі човна.

## Корпус
Міцний корпус виготовлений із сталі марки HY-80 і розділений на 6 відсіків:
- торпедний
- житловий, центральний пост
- ракетний
- реакторний
- допоміжних механізмів
- турбінний.

За конструкцією відносяться до човнів з корпусом комбінованого типу. Легкий корпус присутній в районі першого, п'ятого відсіків і в краях. ПЧ має розвинену надбудову, що займає 2/3 довжини корпусу. На рубці човна розташовані носові горизонтальні рулі. Таке розташування носових рулів зменшує перешкоди бортовому ГАК і є традиційним для американських ПЧА. Ракетний відсік знаходиться за рубкою в надбудові. У хвостовій частині розташовані вертикальні і горизонтальні рулі і один семилопатевий гвинт діаметром 5 метрів.

## Енергетичне обладнання
На ПЧАРБ типу «Джеймс Медісон» встановлювався водо-водяной реактор S5W фірми Вестінгауз. Активна зона реактора була розрахована на 5 років безперервної праці до перезарядки. Окрім нього до складу головної енергетичної установки входили дві парові турбіни загальною потужністю 15 000 к.с. і два турбогенератори потужністю по 2500 кВт. У резервну енергетичну установку входили дизель-генератори і гребний електродвигун потужністю 600 л.с. З метою зниження шумів турбіни і турбогенератори встановлювалися на спеціальній платформі.

## Радіоелектронне і гідроакустичне обладнання
Список устаткування встановлюваного на човнах цього типу:
- система управління ракетною стрільбою Mk 84
- система управління торпедною стрільбою Mk 113 Mod.9
- гідроакустичний комплекс AN/BDD-2, в складі:
  - пасивний сонар AN/BDR-7
  - активна навігаційна AN/BDR-19
  - активний сонар для виявлення і класифікації цілей AN/BDS-4
  - комплекс підводному зв'язку AN/UDC-1
  - антенна контролю власних шумів AN/BDA-8
- РЛС BPS 11A або BRC-15
- навігаційний комплекс SINS Mk 2 Mod.4
- комплекс радіозв'язку — — рамкова антена СДВ AN/BRA-16
- кабельна плаваюча антена AS-1554/BRR (антена КВ-СВ AN/BRA-9, спіральна прийомо-передавальна AN/BRA-15)[3]. В 1971—1972 році в процесі переозброєння ракетами Посейдон С3 човни отримали нову систему управління стрільбою Mk88. У 1978—1982 році при переозброєнні 6 човнів ракетами Трайдент встановлювалися нова система управління ракетною стрільбою Mk88 мод.2 і стартовий комплекс Mk24 мод.1. Додатково були встановлені нові гідроакустичні станції AN/BQR-15, AN/BQR-17 і AN/BQR-21, нова АСУ.[4]

В процесі модернізації в 80-х роках електронне обладнання БР всіх ПЛАРБ було модернізовано до одного рівня. Всі човни отримали буксировану антену AN/BQR-15, модернізовану циліндрову антену AN/BQR-4 і конформну антену шумопеленгаторної ГАС AN/BQR-7. Була встановлена апаратура цифрової обробки сигналів, що дозволяє одночасно відстежувати до п'яти цілей. У навігаційну систему була додана апаратура астрокорекції координат, що дозволила підвищити точність ракетної стрільби.

## Озброєння

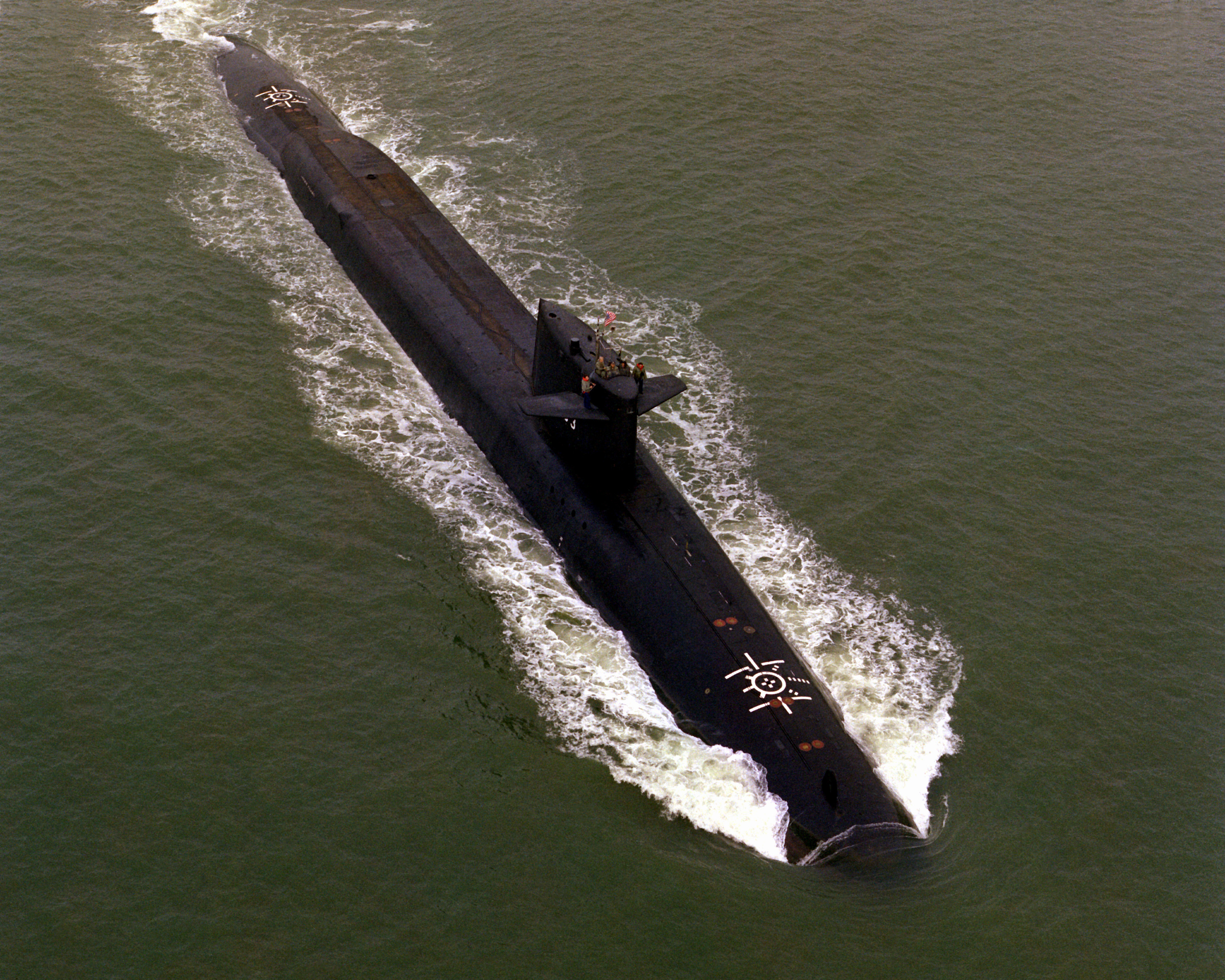
Човен Casimir Pulaski в морі.

На човнах встановлено 16 ракетних шахт заввишки 11,4 метра із внутрішнім діаметром у 2,1 метри. Шахта виконана у вигляді сталевого циліндра жорстко закріпленого в корпусі ПЧАРБ. Зверху шахта закривається кришкою з гідравлічним приводом. Під кришкою розташована мембрана, що запобігає попаданню забортної води в шахту при відкритті кришки. Усередині шахти встановлюється сталевий пусковий стакан, у якому і розміщується сама ракета. Між стінками шахти і пусковим стаканом розташовані амортизатори, призначені для гасіння ударних навантажень на ракету. При побудові на ПЧАРБ встановлювалися балістичні ракети для підводних човнів (БРПЧ) Поларіс А3. Для управління ракетною стрільбою була встановлена бойова система Mk84, що дозволяє за 15 хвилин підготувати першу ракету до пуску. Кожна ПУ була обладнана газогенератором для формування низькотемпературної парогазової суміші для запуску ракет з глибини до 30 метрів. Ракета проходила товщу води і на висоті близько 10 метрів над поверхнею води включався маршовий двигун. Всі 16 ракет могли бути запущеними з проміжком у 16 хвилин. Основний метод старту БРПЛ — підводний. (Попередні БРПЧ Поларіс А2 запускалися лише в надводному положенні).
На всіх човнах в період з березня 1971 по квітень 1972 року була здійснена заміна ракет на Посейдон С3. В процесі заміни були також модернізовані пускові шахти. За рахунок зменшення конструкції амортизаційних пристроїв між шахтою і пусковим стаканом був збільшений діаметр самого стакана. Це дозволило встановити в шахту ракету більшого діаметра (в ракети Посейдон 1,88 метри проти 1,37 метри в Поларіс А3). Встановлено нове електронне устаткування, замість системи управління стрільбою Mk84 була встановлена нова Mk88. Установка нової системи управління стрільбою була пов'язана з необхідністю виконання завдання з перенацілювання блоків РГЧ (ракетної головної частини, тобто боєголовки). Озброєння ракетою «Посейдон» дозволило човнам вирішувати нові завдання. З'явилася можливість уражати не лише наземні цілі, але і стартуючі міжконтинентальні балістичні ракети (МБР) супротивника під час зустрічного удару у відповідь. Кількість розгорнутих на ПЧАРБ боєзарядів перевищила кількість таких в сухопутних МБР і вони стали основою стратегічних ядерних сил США.
У березні 1971 року вийшов на бойове патрулювання перший човен, озброєний ракетами «Посейдон». Ним став ПЧАРБ типу «Джеймс Медісон» (Casimir Pulaski (SSBN-633)). Шість човнів цього типа («Джеймс Медісон», «Деніель Бун», «Джон Келхун», «Фон Штойбен», «Казимир Пуласький» і «Стоунвол Джексон») з жовтня 1979 року пройшли переозброєння ракетами Трайдент 1-С4. Була встановлена система управління стрільбою Mk84 mod.2, що дозволяла перенацілювати БРПЛ на нові цілі вже в процесі бойового чергування. Модернізовані ПЛАРБ стали базуватися на базі Кінгс-бей (штат Джорджія, США). 6 вересня 1980 року ПЧАРБ «Daniel Boone» вийшла на бойове патрулювання, ставши таким чином першим човном з ракетною системою Трайдент-1.. Торпедне озброєння представлене чотирма носовими ТА калібру 533 мм. Боєзапас 12 торпед типів Mk14/16, Mk37, Mk45, Mk48. Замість частини торпед могли завантажуватися ПЧУР UUM-44 SUBROC.

## Експлуатація
Човни проєкту несли активну службу. Розгортання ПЧАРБ відбувалося з баз:
- Холі-лох (затока Клайд, Велика Британія) з патрулюванням ПЛАРБ в Норвезькому і Баренцевому морях;
- Апра (о. Гуам, США) з патрулюванням ПЧАРБ у Філіппінському морі;
- Рота (затока Кадіс, Іспанія) з патрулюванням ПЧАРБ в Середземному морі;

В процесі переозброєння ракетами з більшою дальністю відбулося переміщення зон бойового патрулювання ближче до берегів США. Так після переозброєння ракетами «Трайдент» човна були переведені з порту Рота на військово-морську базу (ВМБ) Кінгс-бей (штат Джорджія, США) а зона патрулювання була перенесена в район Бермудських островів. Кожен човен традиційно комплектувався двома екіпажами — «синім» і «золотим» що поперемінно змінює один одного на чергуванні. За час своєї експлуатації деякі човни виконали більше 70 бойових походів (75 походів в SSBN-629).

## Ремонти і модернізації
Човни мали 100-добовий цикл оперативного використання: 68 діб на бойовому чергуванні і 32 доби на міжпохідний ремонт на базі. Капітальний ремонт проводився в середньому раз в 5-6 років. В процесі нього відбувалася заміна активної зони реактора а також, як правило, модернізація ракетного комплексу і електронного й радіо устаткування. Це дозволило в 60-х роках забезпечити високий коефіцієнт оперативного навантаження КОН в діапазоні 0,5-0,6. Для порівняння КОН ПЧАРБ СРСР в цей час становив 0,16-0,25. До першого капітального ремонту ПЧАРБ встигли провести два десятки бойових походів (19 в SSBN-629).

## Інциденти
За даними
- 9 серпня 1968 року «Фон Штойбен» у підводному положенні зіткнувся з танкером Sealady в 40 милях від південного узбережжя Іспанії. Човен отримав незначні пошкодження.
- 29 січня 1970 року «Натаніель Грін» у тумані сів на мілину в районі ВМБ Чарлстон (Південна Кароліна). Через 7 годин човен був знятий з мілини. Пошкоджень не було.
- 28 травня 1970 року «Деніель Бун» в процесі ходових випробувань зіткнулася з філіппінським торговельним судном «Президент Куезон» в у районі мису Генрі, штат Джорджія. Човен отримав незначні пошкодження, а судно отримало серйозні пошкодження носової частини.
- 3 листопада 1974 року «Джеймс Медісон» в Північному морі зіткнувся з нерозпізнаним радянським ПЧ. На корпусі човна залишилася 3-метрова подряпина.
- 11 серпня 1984 року «Натаніель Грін» при патрулюванні в районі Ірландського моря ушкодив свій гвинт. Підводний човен повертається в Холі-лох (Шотландія), використовуючи резервну рухову систему. Ремонтні можливості бази США не достатні і човен пішов на ремонт в розташовану поруч британську базу підводних човнів Феслейн, Шотландія. Зла доля продовжувала переслідувати човен. У доці при ремонті 18 серпня 1984 спалахнула пожежа. Човен при цьому не постраждав, але офіційна влада так і не повідомила, чи була під час пожежі ядерна зброя на борту.

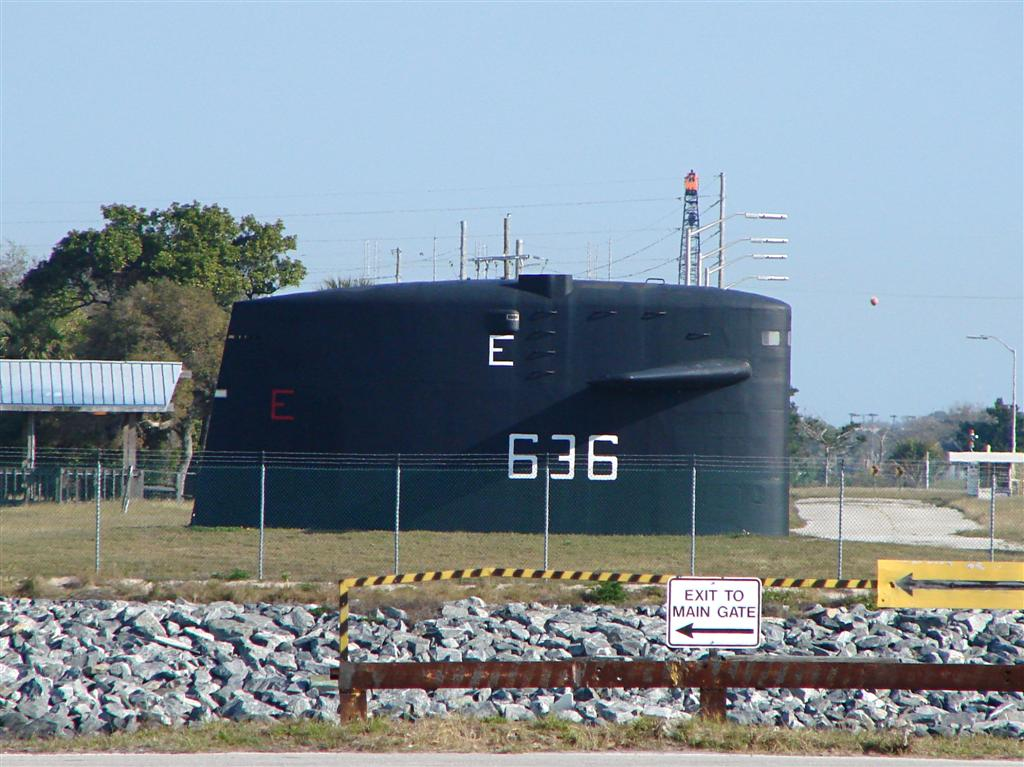
Рубка човна «Натаніель Грін» в Порту-Канавералу

- 13 березня 1986 року «Натаніель Грін», під час патрулювання в Ірландському морі, серйозно пошкодив цистерни головного баласту і кермо. Своїм ходом човен прийшов в Холі-лох. Але пошкодження були настільки значні, що після аварійного ремонту човен 25 квітня відправлений в Чарльстон (Південна Кароліна). Комісія, що оцінювала пошкодження човна, зважаючи зокрема на необхідність скорочення наступального озброєння за договором СНВ-2, ухвалила рішення човен не відновлювати і вивести з бойового складу флоту. Рубка човна встановлене як меморіал на березі каналу при вході до Порт-Канавералу, штат Флорида.
- 7 квітня 1987 року з палуби «Улісс Грант» хвилею були змиті два матроси в трьох милях від гавані порту Портсмут (штат Нью-Гемпшир). Один з моряків був врятований. Пошуки другого закінчилися безрезультатно.
- 25 квітня 1987 року «Деніель Бун» сів на мілину на річці Сент-Джеймс в Ньюпорт-Ньюс (штат Вірджинія), при ходових випробуваннях після ремонту.

## Сучасний статус
Sam Rayburn (SSBN-635) 16 вересня 1985 року за умовами договору СНВ-2 була виведений із складу флоту. Ракетні шахти демонтовані, а човен переобладнаний в навчальний і отримав індекс MTS-635. Використовується в Naval Nuclear Power School на базі Goose Creek в Південній Кароліні. Планується використовуватися до 2018 року. Nathanael Greene (SSBN-636) виведений із складу флоту у 1987 році після аварії і утилізований. У зв'язку зі скороченням стратегічних наступальних озброєнь згідно з угодою СНВ-2 човни типу «Джеймс Медісон», що все ще залишилися на флоті, виведені із складу флоту в 1992—1994 роках і утилізовані.

## Оцінка проєкту
| Порівняльна таблиця ПЧАРБ другого покоління | Порівняльна таблиця ПЧАРБ другого покоління | Порівняльна таблиця ПЧАРБ другого покоління | Порівняльна таблиця ПЧАРБ другого покоління | Порівняльна таблиця ПЧАРБ другого покоління | Порівняльна таблиця ПЧАРБ другого покоління | Порівняльна таблиця ПЧАРБ другого покоління | Порівняльна таблиця ПЧАРБ другого покоління |
| Країна                                      | США                                         | США                                         | СРСР                                        | СРСР                                        | СРСР                                        | Велика Британія                             | Франція                                     |
| ------------------------------------------- | ------------------------------------------- | ------------------------------------------- | ------------------------------------------- | ------------------------------------------- | ------------------------------------------- | ------------------------------------------- | ------------------------------------------- |
| ПЧАРБ                                       | Лафаєт                                      | Джеймс Медісон Бенджамін Франклін           | 667А «Навага»                               | 667Б «Мурена»                               | 667БД «Мурена-М»                            | Резолюшен                                   | Редутабль                                   |
| Побудовано                                  | 1961—1964                                   | 1962—1967                                   | 1964—1974                                   | 1971—1977                                   | 1973—1975                                   | 1964—1969                                   | 1964—1985                                   |
| Експлуатація                                | 1963—1994                                   | 1964—1995                                   | 1967—2004                                   | 1973—2003                                   | 1975—1999                                   | 1966—1996                                   | 1969—2008                                   |
| Кількість                                   | 9                                           | 10+12                                       | 34                                          | 18                                          | 4                                           | 4                                           | 6                                           |
| Водозаміщення (т) надводне підводне         | 7 250 8 250                                 | 7 250 8 250                                 | 7 760 11 500                                | 8 900 13 700                                | 10 500 15 750                               | 7 500 8 500                                 | 8 100 8 900                                 |
| Число ракет                                 | 16 «Поларіс» А-3, потім «Посейдон» С-3      | 16 «Посейдон» С-3 або «Трайдент I» С-4      | 16 Р-27                                     | 12 Р-29                                     | 16 Р-29Д                                    | 16 «Поларіс» А-3ТК                          | 16 M1, потім М2, потім М20, потім M4        |
| ГЧ: блоків × потужністю                     | 3×600 Кт 10×50 Кт                           | 10×50 Кт 8×100 Кт                           | 1×1 Мт                                      | 1×1 Мт                                      | 1×800 Кт                                    | 3×600 Кт                                    | 1×500 Кт 1×500 Кт 1×1,2 Мт 6×150 Кт         |
| Вага ГЧ (кг)                                | 760 кг 2000 кг                              | 2000 кг 1360 кг                             | 650 кг                                      | 1100 кг                                     | 1100 кг                                     | 760 кг                                      | 1360 кг 1360 кг 1000 кг ?                   |
| Дальність (км)                              | 4300 км 4600 км                             | 4600 км 8×7400 км                           | 2400 км                                     | 7800 км                                     | 9100 км                                     | 4300 км                                     | 3000 км 3200 км 3200 км 5000 км             |

## Представники
| Назва і №           | Завод                      | Вигляд | Закладений     | Спущений на воду  | Переданий флоту | Виведений з флоту |
| ------------------- | -------------------------- | ------ | -------------- | ----------------- | --------------- | ----------------- |
| «Джеймс Медісон»    | Newport News               |        | 5 березня 1962 | 15 березня 1963   | 28 липня 1964   | 20 листопада 1992 |
| «Текумсе»           | Electric Boat              |        | 1 червня 1962  | 22 червня 1963    | 29 травня 1964  | 23 липня 1993     |
| «Деніель Бун»       | Mare Island Naval Shipyard |        | 6 лютого 1962  | 22 червня 1963    | 23 квітня 1964  | 18 лютого 1994    |
| «Джон Келхун»       | Newport News               |        | 4 червня 1962  | 22 червня 1963    | 15 вересня 1964 | 28 березня 1994   |
| «Улісс Грант»       | Electric Boat              |        | 18 серпня 1962 | 2 листопада 1963  | 17 липня 1964   | 12 червня 1992    |
| «Фон Штойбен»       | Newport News               |        | 4 вересня 1962 | 18 жовтня 1963    | 30 вересня 1964 | 26 лютого 1994    |
| «Казимир Пуласький» | Electric Boat              |        | 12 січня 1963  | 1 лютого 1964     | 14 серпня 1964  | 7 березня 1994    |
| «Стоунвол Джексон»  | Mare Island Naval Shipyard |        | 4 липня 1962   | 30 листопада 1963 | 26 серпня 1964  | 9 лютого 1995     |
| «Сем Рейберн»       | Newport News               |        | 3 грудня 1962  | 20 грудня 1963    | 2 грудня 1964   | 31 липня 1989     |
| «Натаніель Грін»    | Portsmouth NSY             |        | 21 травня 1962 | 12 травня 1964    | 19 грудня 1964  | 31 січня 1987     |